# Chandler (Arizona)
 For alternative betydninger, se Chandler. (Se også artikler, som begynder med Chandler)
Chandler er en amerikansk by i den centrale del af staten Arizona i USA. Chandler er en forstad til Phoenix og er beliggende i Maricopa County. Byen har 275.987(2020) indbyggere.

## Ekstern henvisning
- Chandlers hjemmeside (engelsk)